# 陰伏曲線
1. a=1.1, c=1 (above),
2. a=c=1 (middle),
3. a=1, c=1.05 (below)

カッシーニの卵形線:

sin(x+y) - cos(xy) + 1 = 0

は曲面 の等位線のひとつ

数学における平面陰伏曲線（いんふくきょくせん、英: implicit curve; 陰曲線、陰伏的に定義された曲線）は、ひとつの二変数函数 F の零点集合として定義される曲線を言う。すなわち、方程式 F(x, y) = 0 を満足する点 (x, y) の全体である。陰伏的とはこの方程式が x または y について解かれていないことを示唆するものである（各点の近傍では陰函数によって陽な関係を知ることができる）。
函数 F(x, y) が二変数多項式ならば、対応する曲線は代数曲線と呼ばれ、その研究には特定の方法論が用いられる。
函数のグラフはふつう、方程式 y = f(x) によって記述される曲線で、このような方程式は曲線の陽 (explicit) に表現すると言う。本質的にもう一つの表示法として、x-座標と y-座標を共通の媒介変数を持つ別々の函数によって与える媒介変数表示  (x(t), y(t)) があり、これら三つの表示法の間の変換は陽表示 y = f(x) が既知ならば容易: 陰伏表示 y − f(x) = 0; 媒介表示 (t, f(t))。
陰伏曲線の例として以下のようなものを挙げることができる:
1. 直線: {\displaystyle x+2y-3=0,}
2. 円周: {\displaystyle x^{2}+y^{2}-4=0,}
3. 半立方抛物線（英語版）: {\displaystyle x^{3}-y^{2}=0,}
4. カッシーニの卵形線: {\displaystyle (x^{2}+y^{2})^{2}-2c^{2}(x^{2}-y^{2})-(a^{4}-c^{4})=0,}
5. {\displaystyle \sin(x+y)-\cos(xy)+1=0.}

最初の四つは代数曲線で、最後のはそうでない。最初の三つは簡単な媒介表示ができるが、残り二つはそれが期待できない。特に最後のは陰伏曲線としての幾何学的構造は複雑になり得ることを示すものになっている。
陰函数定理は、陰伏方程式 F(x, y) = 0 が局所的に x または y に関して（理論的に）解くことができる条件を述べるが、一般には解の様子まで導き出すものでない。この定理を鍵として曲線の本質的な幾何学的性質—接線、法線、曲率など—が計算される。実用面において、陰伏曲線は本質的な欠陥として、その可視化が困難という問題を抱えているが、計算機を利用して陰伏曲線の表示を可能とすることもできる。陰伏曲線 F(x, y) = 0 は、曲面 z ≔ F(x, y) の 0-水準の等位線と見ることもできる。

## 公式
函数 F に適当な数学的仮定を与えた陰伏曲線 F(x, y) = 0 に対して、以下のような公式を与えることができる。以下、Fx, Fy, Fxx, Fxy, Fyy は F の偏微分である。
曲線上の点 {\textstyle (x_{0},y_{0})} が正則とは、その点において {\textstyle (F_{x},F_{y})\neq (0,0)} となるときに言い、さもなくば特異という。曲線の正則点において
- 接線: {\textstyle F_{x}(x-x_{0})+F_{y}(y-y_{0})=0};
- 法ベクトル: {\displaystyle \mathbf {n} (x_{0},y_{0}):=(F_{x},F_{y})^{T}};
- 曲率: {\displaystyle \kappa :={\frac {-F_{y}^{2}F_{xx}+2F_{x}F_{y}F_{xy}-F_{x}^{2}F_{yy}}{(F_{x}^{2}+F_{y}^{2})^{3/2}}}}

を得る。上記の公式において、各偏微分は厳密には点 (x0, y0) において評価した値を意味するが、引数は省略したので注意。

## 空間陰伏曲線
二つの曲面の交線として空間曲線が生じるから、二つの陰伏曲面の交線として陰伏方程式の系 {\displaystyle {\begin{cases}F(x,y,z)=0,\\G(x,y,z)=0\end{cases}}} は空間陰伏曲線を定めると言う。
曲線上の点 {\textstyle (x_{0},y_{0},z_{0})} が正則とは、その点における F, G の勾配ベクトルの交叉積、すなわちその点における接ベクトル {\displaystyle \mathbf {t} (x_{0},y_{0},z_{0}):=\operatorname {grad} F(x_{0},y_{0},z_{0})\times \operatorname {grad} G(x_{0},y_{0},z_{0})} が零ベクトルでないときに言い、そうでないとき特異という。

球面と円柱面との交線

例
1. x + y + z − 1 = 0, x − y + z − 2 = 0 は直線である。
2. x2 + y2 + z2 − 4 = 0, x + y + z − 1 = 0 は円周（球面と平面との交線として）である。
3. x2 + y2 − 1 = 0, x + y + z − 1 = 0 は（円柱の平面における断面として）楕円になる。
4. x2 + y2 + z2 − 16 = 0, (y − y0)2 + z2 − 9 = 0 は球面と円柱の交線である。